# Paroxyharma rhomba
Paroxyharma rhomba är en stekelart som beskrevs av Huang och Tong 1993. Paroxyharma rhomba ingår i släktet Paroxyharma och familjen puppglanssteklar. Inga underarter finns listade i Catalogue of Life.